# Aminoglutetimid
Az aminoglutetimid fehér vagy halványsárga színű kristályos por (op. ~150 °C). Vízben gyakorlatilag nem, acetonban jól, metanolban oldódik, Cushing-szindróma (többek között az agyalapi mirigy megnagyobbodása miatti emelkedett kortizol-szint) elleni gyógyszer. A kortizol a stressz leküzdésére szolgáló hormon. Túlzott mennyisége vérnyomás- és súlyváltozásokhoz, csontgyengeséghez és cukorbetegséghez vezet.
Csökkenti az aktív szteroidok előállítását a mellékvesében, ezáltal a kortizol, a férfi és a női nemi hormonok képződését. Alkalmazzák áttételes mellrák ill. prosztatarák ellen is. Ezeket a betegségeket elősegíti a nemi hormonok túltermelődése.

## Hatásmód
Gátolja a mellékvesekéregben a kortikoszteroid hormonok előállításának több lépését.
- Gátolja a P450scc enzimet, ezáltal a koleszterin → pregnenolon átalakítást, mely minden mellékvesében előállított szteroid kiinduló lépése.
- Gátolja a 21-hidroxiláz enzimet, mely a progeszteron → 11-dezoxikortizol átalakításhoz szükséges. (A progeszteron a pregnenolonból keletkezik ugyanebben a folyamatban.)
- Gátolja a 11-hidroxiláz enzimet, mely a 11-dezoxikortizol → kortizol átalakításhoz szükséges.
- Gátolja a 18-hidroxiláz enzimet, mely a kortizol → aldoszteron átalakításhoz szükséges.
- Gátolja az aromatáz enzimet, mely ösztrogén (női nemi hormon) előállításához szükséges tesztoszteronból (a férfiak szervezetében) ill. androszténdionból (menopauza után a női szervezetben).

A tesztoszteron a here Leydig-sejtjeiben keletkezik pregnenolonból, vagyis az aminoglutetimid a tesztoszteron előállítását is gátolja.
A kortizolszint csökkentésére az agyalapi mirigy növeli az adrenokortikotrop hormon (ACTH) kiválasztását, ami elsősegíti a koleszterin → pregnenolon átalakulásban keletkező átmeneti vegyületek androgénné alakulását. Ez a folyamat az aminoglutetimid hatásával ellentétes, és hidrokortizon egyidejű adásával megakadályozható. (A dexametazon erre a célra nem alkalmas, mert az aminoglutatimid elősegíti annak lebontását.) Erre a páciensek körülbelül felének van szüksége.

## Mellékhatások
Fáradtság, álmosság, bőrkiütés (általában a kezelés első hetében jelentkezik, majd elmúlik), hányinger, ritkábban hányás, étvágytalanság, szédülés.
A terhesség D-kategóriába tartozik (veszélyes lehet). Szoptatás alatt nem tanácsos szedni.

## Alkalmazás
Tabletta formájában. Miután nagyon gyorsan bomlik (a felezési ideje 12 óra körül van), naponta négyszer kell szedni. Nem szabad hirtelen abbahagyni a szedését: fokozatosan kell csökkenteni az adagot.
A szedést 250 mg-mal érdemes kezdeni, és a vérplazma kortizolszintjének gondos ellenőrzése mellett 1–2-hetenként lehet újabb 250 mg-mal emelni az adagot. A felső határ 2 g/nap.
10–20 évvel ezelőtt a testépítők is szedték, elsősorban ösztrogéncsökkentő hatása miatt, annak ellenére hogy az aminoglutetimid esetén az nem jár együtt a tesztoszteronszint növekedésével, sőt, épp ellenkezőleg. A másik ok a kortizolcsökkentő hatás, a kortizol ui. lebontja az izmokat.

## Készítmények[1]
- Aminoblastin
- Cytadren
- Elipten
- Mamomit
- Orimeten
- Orimetene
- Rodazol

Magyarországon nincs forgalomban glutetimid-tartalmú készítmény

## Fordítás
- Ez a szócikk részben vagy egészben  a   Cushing's syndrome című angol Wikipédia-szócikk fordításán alapul.  Az eredeti cikk szerkesztőit annak laptörténete sorolja fel. Ez a jelzés csupán a megfogalmazás eredetét és a szerzői jogokat jelzi, nem szolgál a cikkben szereplő információk forrásmegjelöléseként.
- Ez a szócikk részben vagy egészben  a   Cortisol című angol Wikipédia-szócikk fordításán alapul.  Az eredeti cikk szerkesztőit annak laptörténete sorolja fel. Ez a jelzés csupán a megfogalmazás eredetét és a szerzői jogokat jelzi, nem szolgál a cikkben szereplő információk forrásmegjelöléseként.
- Ez a szócikk részben vagy egészben  a   Corticosteroid című angol Wikipédia-szócikk fordításán alapul.  Az eredeti cikk szerkesztőit annak laptörténete sorolja fel. Ez a jelzés csupán a megfogalmazás eredetét és a szerzői jogokat jelzi, nem szolgál a cikkben szereplő információk forrásmegjelöléseként.
- Ez a szócikk részben vagy egészben  a   P450scc című angol Wikipédia-szócikk fordításán alapul.  Az eredeti cikk szerkesztőit annak laptörténete sorolja fel. Ez a jelzés csupán a megfogalmazás eredetét és a szerzői jogokat jelzi, nem szolgál a cikkben szereplő információk forrásmegjelöléseként.
- Ez a szócikk részben vagy egészben  a   Pregnenolone című angol Wikipédia-szócikk fordításán alapul.  Az eredeti cikk szerkesztőit annak laptörténete sorolja fel. Ez a jelzés csupán a megfogalmazás eredetét és a szerzői jogokat jelzi, nem szolgál a cikkben szereplő információk forrásmegjelöléseként.
- Ez a szócikk részben vagy egészben  a(z)   21-Hydroxylase című angol Wikipédia-szócikk fordításán alapul.  Az eredeti cikk szerkesztőit annak laptörténete sorolja fel. Ez a jelzés csupán a megfogalmazás eredetét és a szerzői jogokat jelzi, nem szolgál a cikkben szereplő információk forrásmegjelöléseként.
- Ez a szócikk részben vagy egészben  az   Aromatase című angol Wikipédia-szócikk fordításán alapul.  Az eredeti cikk szerkesztőit annak laptörténete sorolja fel. Ez a jelzés csupán a megfogalmazás eredetét és a szerzői jogokat jelzi, nem szolgál a cikkben szereplő információk forrásmegjelöléseként.
- Ez a szócikk részben vagy egészben  az   Androstenedione című angol Wikipédia-szócikk fordításán alapul.  Az eredeti cikk szerkesztőit annak laptörténete sorolja fel. Ez a jelzés csupán a megfogalmazás eredetét és a szerzői jogokat jelzi, nem szolgál a cikkben szereplő információk forrásmegjelöléseként.
- Ez a szócikk részben vagy egészben  a   Menopause című angol Wikipédia-szócikk fordításán alapul.  Az eredeti cikk szerkesztőit annak laptörténete sorolja fel. Ez a jelzés csupán a megfogalmazás eredetét és a szerzői jogokat jelzi, nem szolgál a cikkben szereplő információk forrásmegjelöléseként.
- Ez a szócikk részben vagy egészben  a   Leydig cell című angol Wikipédia-szócikk fordításán alapul.  Az eredeti cikk szerkesztőit annak laptörténete sorolja fel. Ez a jelzés csupán a megfogalmazás eredetét és a szerzői jogokat jelzi, nem szolgál a cikkben szereplő információk forrásmegjelöléseként.
- Ez a szócikk részben vagy egészben  az   Adrenocorticotropic hormone című angol Wikipédia-szócikk fordításán alapul.  Az eredeti cikk szerkesztőit annak laptörténete sorolja fel. Ez a jelzés csupán a megfogalmazás eredetét és a szerzői jogokat jelzi, nem szolgál a cikkben szereplő információk forrásmegjelöléseként.
- Ez a szócikk részben vagy egészben  az   Androgen című angol Wikipédia-szócikk fordításán alapul.  Az eredeti cikk szerkesztőit annak laptörténete sorolja fel. Ez a jelzés csupán a megfogalmazás eredetét és a szerzői jogokat jelzi, nem szolgál a cikkben szereplő információk forrásmegjelöléseként.
- Ez a szócikk részben vagy egészben  a   Dexamethasone című angol Wikipédia-szócikk fordításán alapul.  Az eredeti cikk szerkesztőit annak laptörténete sorolja fel. Ez a jelzés csupán a megfogalmazás eredetét és a szerzői jogokat jelzi, nem szolgál a cikkben szereplő információk forrásmegjelöléseként.
- Glutethimide (angol Wikipédia)